# Paraphymatoceros
Paraphymatoceros là một chi rêu trong họ Anthocerotaceae.